# 朝鮮神話
朝鮮神話（ちょうせんしんわ）は、朝鮮半島（大韓民国、朝鮮民主主義人民共和国）に伝わる神話のこと。文献神話と口伝神話で分けられる。
朝鮮の神話の世界観は、北方ユーラシアのアルタイ系諸民族の神話との共通点が多い。世界は善神の住む天上界、人間の住む地上の世界、悪神の住む地下世界の3層構造であり、天地万物の主催者として至高神ハヌニムが存在する。ハヌニムは天・空を意味するハヌルに敬称ニムを付けたものであり、モンゴル系神話のテングリに近い観念である。

## 文献神話
文献神話の大部分は、王朝の始祖が天孫の末裔であることを語る建国神話であり、日本の記紀神話と同様に王権の神聖性の根源が天にあるという考え方である。多くの神話では天下った始祖は地上に留まるが、高句麗の神話には地上と天界を往来するもの、最終的には天界に帰還するものもある。

### 主な文献神話
- 檀君神話
- 東明聖王神話
- 首露王神話
- 朴赫居世神話
- 昔脱解神話
- 金閼智神話
- 三姓神話（耽羅建国神話）
- 高麗開国神話
- 朝鮮開国神話（竜飛御天歌）

## 口伝神話
口伝神話の大部分は巫俗の歌（巫歌）である。西方に理想郷を求める、ハヌニムを上帝・玉皇上帝と称するなど、その世界観には在来のハヌニム神話と道教、仏教が習合したものが多い。
文献神話では天についての具体的な説明はほとんどないが、巫俗神話の語る天上界は、神々の存在以外、地上界と変わらない景観や生活が展開される。また、人の霊魂は天に由来し、死後は天に帰還するという観念が認められる。例えば、済州島の『産神婆本解』では人の生命・霊魂は西天の花畑で育てられる呪花に宿り、産神がこの花を人間に与えることで分娩されるという。

### 主な口伝神話
- ソルムンデハルマング神話（ko:설문대할망）

ソルムンデハルマングは朝鮮神話に登場する創世神（「ハルマング」は朝鮮語で「老婆」という意味）。朝鮮半島の人格神であると同時に女神であり、頭が天に着くほど背の高い巨人である。海に落ちて溺れ死んだとも、9人の息子のために粥を作り、その粥に落ちて死んだとも言う。済州島の女神で、他の地方では麻姑などと呼ばれる。
- デビョルワン (大星王)、ソビョルワン (小星王) 神話（대별왕 소별왕）

太初にはすべてのものが話すことができ、また太陽と月が2つずつあった。チョンジワンの息子であるデビョルワン、ソビョルワンは言語を整理して、弓で太陽と月を1つずつ射落とした。ソビョルワンのまやかしによって、デビョルワンは冥府の王に、ソビョルワンは現世の王となった。
- バリ姫（鉢里公主、ko:바리공주）神話

韓国で盛んな巫堂（ムーダン）などの女性シャーマンたちが自らの霊力の起源を物語る際に唱える巫祖神話である。李朝のある王家に生まれながら、待望した男子でなかったために捨てられた第七王女バリ姫（「バリ」は朝鮮語で「捨てる」という意味）が、重病を患った父親のために不死薬を求めて旅に出、地獄に住む神仙との結婚を経て手に入れた薬水を用い、すでに亡くなった両親を蘇らせる話。京城帝国大学教授だった秋葉隆が採録（1930年代とされる）し初めて文字化した。以後別の伝承者が採録したものがいくつか存在するが、話の大筋は秋葉が記録したものと大差ない。バリ姫は巫女の守護神とされている。
- ザチョンビ神話（자청비）

両班の娘であるザチョンビが幾多の試練を乗り越えた後、神の息子であるムンドリョン（「ドリョン」は朝鮮語で「若様」という意味）と結婚する話。ザチョンビは穀物を持って地に帰って来たため、農業の神になった。